# Evgheni Șevciuk
Evgheni Vasilievici Șevciuk sau Eugeniu Șevciuk (în rusă Евгений Васильевич Шевчук, în ucraineană Євген Васильович Шевчук; n. 19 iunie 1968, Rîbnița) este un politician de etnie ucraineană din Transnistria, care în 2011-2016 a fost președintele auto-proclamatei Republici Moldovenești Nistrene. Din 2000 până în 2011 a fost deputat în Sovietul Suprem al RMN, iar din decembrie 2005 până în iulie 2009 a fost președinte al Sovietului Suprem al RMN. Este unul dintre liderii Partidului „Reînnoirea” ("Obnovlenie").

## Biografie
Evgheni Șevciuk s-a născut la data de 19 iunie 1968 în orașul Rîbnița, în familie de muncitori. După absolvirea Liceului nr. 2 din Rîbnița în anul 1985, a studiat un an la Facultatea de Mecanică din cadrul Institutul Agricol din Chișinău, apoi și-a făcut stagiul militar. A studiat apoi la Facultatea de Drept a Universității de Stat "T.G. Șevcenko" din Tiraspol (1992-1996) și la Facultatea de comerț exterior a  Academiei de Comerț Internațional a Federației Ruse (1999-2001), obținând în anul 2003 titlul de candidat în științe economice.
A urmat apoi cursuri postuniversitare de organizare a activității de respectare a legii la Academia de Management a Ministerului Afacerilor Interne al Federației Ruse (1994-1996) și la Academia Diplomatică a Ministerului Afacerilor Externe a Ucrainei (2002-2003). Este de profesie avocat.
Între anii 1992–1998, el a lucrat în cadrul Departamentului de afaceri interne al Ministerului Afacerilor Interne al auto-proclamatei Republici Moldovenești Transnistrene. A funcționat în Departamentul pentru combaterea criminalității economice din orașul Rîbnița, apoi ca șef al Departamentului Miliției Economice din cadrul Miliției orașului Tiraspol (1996-1998).
În perioada 1998–2001 a lucrat în companii private, ca manager al sucursalei din Rîbnița a companiei de producție agricolă "Sheriff Ltd." (1998-2000) și apoi ca șef de departament al Băncii comerciale PRAK “Agroprombank” din Tiraspol.
În decembrie 2000, Șevciuk a fost ales ca deputat în Parlamentul Transnistriei, conducând Comisia de politică economică, buget și finanțe, Comisia de politică externă și relații internaționale și fiind ales ca vicepreședinte al Parlamentului.

### Președinte al Sovietului Suprem
În anul 2005, a fost reales ca deputat al raionului Rîbnița, iar mișcarea de opoziție Partidul Reînnoirii ("Obnovlenie") a obținut 31 de locuri din 43, în Sovietul Suprem. Ca urmare a acestei schimbări a raportului de forțe, la data de 28 decembrie 2005, Evgheni Shevciuk a fost ales în funcția de președinte al Parlamentului Republicii Moldovenești Nistrene.
Profilul său biografic îl descrie ca un "tehnocrat social-democrat cu o orientare europeană și un om de credințe profund democratice". Ca reprezentant al opoziției parlamentare înainte de decembrie 2005, el a susținut o serie de reforme ale Codului electoral al Transnistriei. Printre schimbări au fost solicitarea ca președinții secțiilor de votare să nu fie membri ai nici unui partid politic și regula ca mass-media să nu publice rezultatele votării înaintea terminării procesului electoral, pentru a nu-i influența pe alegătorii nehotărâți. Acestea au fost semnalate de un Raport de țară din anul 2005 al Departamentului de Stat al SUA cu privire la Respectarea Drepturilor Omului.
În februarie 2006, în cadrul unei conferințe de presă, susținută la Moscova, Evgheni Șevciuk, a afirmat, citat de Rompres, următoarele: "Mai devreme sau mai târziu, Chișinăul va opta pentru unirea cu România. Terenul pentru acest fapt este deja pregătit. Și de aceea consider că în această situație Republica Moldovenească Nistreană are dreptul deplin de a-și hotărî singură soarta".
El s-a pronunțat împotriva evacuării forțelor de menținere a păcii din Transnistria, solicitând totodată monitorizarea arsenalului militar al Republicii Moldova și a societăților din dreapta Nistrului, în baza exemplului inspecției propuse pentru Transnistria. "Monitorizarea internaționala a companiilor transnistrene a demonstrat că Tiraspolul nu produce armament", a declarat oficialul transnistrean, citat de Mediafax.
La alegerile prezidențiale din decembrie 2006, Evgheni Șevciuk nu a candidat, motivându-și absența din cursa electorală prin faptul că, după intrarea în vigoare a noului acord vamal moldo-ucrainean (3 martie), Transnistria era grav amenințată, iar o competiție între șeful Executivului și cel al Legislativului ar fi dus la o destabilizare a regiunii separatiște, scenariu dorit de cei din Republica Moldova.
La Congresul din 2 iunie 2006, Evgheni Șevciuk a fost ales în funcția de președinte al Partidului Republican “Obnovlenie”. În anul 2004, Uniunea Europeană l-a inclus pe o listă a transnistrenilor cărora li s-a interzis călătoria în spațiul UE, fiind considerat răspunzător de împiedicarea progresului în vederea unei soluționări politice a conflictului transnistrean din Republica Moldova. Pe baza reexaminării Poziției comune 2004/179/PESC, la data de 25 februarie 2008, Consiliul Uniunii Europene a considerat că este oportun să fie eliminat numele său de pe această listă.

### Președinte al Transnistriei

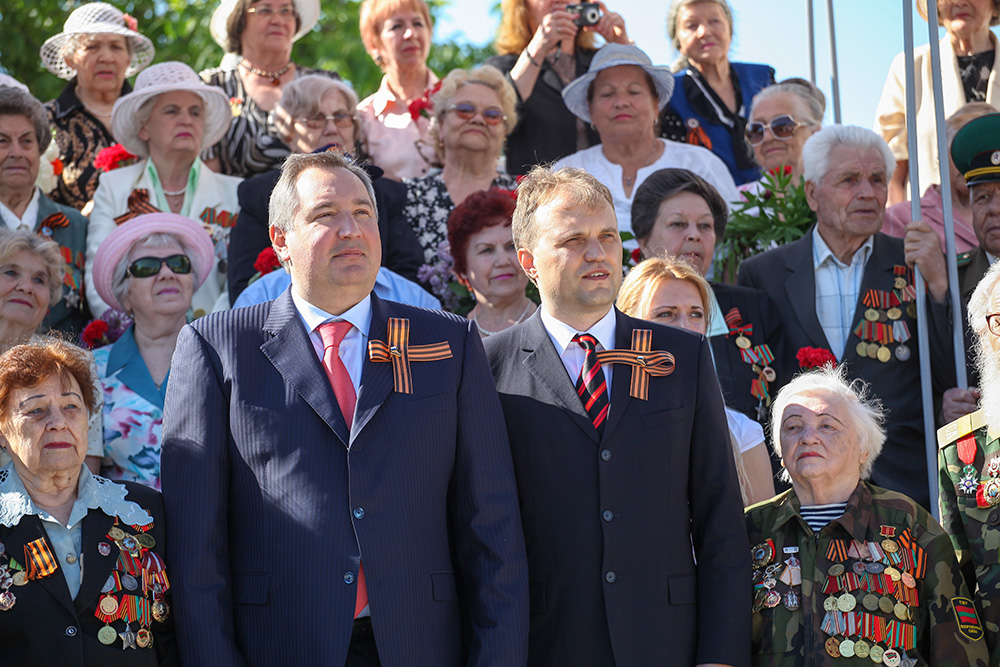
Evgheni Șevciuk și Dmitri Rogozin pe 9 mai 2013, la Tiraspol

În primul tur al alegerilor prezidențiale din 11 decembrie 2011 Șevciuk s-a clasat pe locul 1, cu 38,55 % din voturi. El a câștigat și turul doi al alegerilor prezidențiale, din 25 decembrie 2011, unde a obținut 73,88 % din voturi. A doua zi Comisia Electorală Centrală a Transnistriei a validat rezultatele recunoscându-l drept nou președinte ales. Pe 30 decembrie el și-a preluat atribuțiile legale de președinte și de comandant suprem al forțelor armate transnistrene.
Pe 18 iunie 2012 Evgheni Șevciuk a întrepirns o vizită de lucru la Moscova, unde s-a întâlnit cu Dmitri Rogozin.
Evgheni Șevciuk, a declarat că în cazul în care Republica Moldova va parafa, la summit-ul de la Vilnius, Acordul de asociere cu Uniunea Europeană, Transnistria va cere răspicat recunoașterea independenței sale pe plan internațional.

### Exil în Republica Moldova
La 28 iunie 2017, Sovietul Suprem al Transnistriei (organul legislativ al republicii nerecunoscute) a retras imunitatea lui Șevciuk, în legătură cu procesul penal deschis împotriva sa pe motivul furtului în proporții deosebit de mari a averii statului. Imediat, acesta împreună cu soția sa, Nina Ștanski, au părăsit Transnistria refugiindu-se la Chișinău. El acuză autoritățile separatiste că acestea îi amenință integritatea fizică și petrec percheziții în locuințele sale din stânga Nistrului, cât și în casele părinților și socrilor. Deși unele surse raportau că cuplul a părăsit țara zburând în Malta, cei doi se află în Chișinău, sub protecția bodyguarzilor.

## Viața personală
Originar din Rîbnița, Evgheni Șevciuk este văr de-al doilea cu Oleg Babenco, deputat în Parlamentul Republicii Moldova și rector al Universității Slavone din Chișinău.
Pe 31 august 2015, în cadrul unei conferințe dedicată celei de-a 25-a aniversări de la formarea Republicii Nistrene, Evgheni Șevciuk a anunțat că se va căsători cu Nina Ștanski și a declarat că aceasta în scurt timp „își va încheia exercitarea mandatului de șef al departamentului de externe și va prelua atribuțiile de soție”. Pe 18 septembrie cei doi s-au cununat într-o biserică dintr-un sat din raionul Camenca din regiunea trasnistreană. Nunta a avut loc în data de 19 septembrie, iar la petrecere a cântat interpretul Ion Suruceanu, care a dezvăluit că aceasta a avut loc la vila lui Șevciuk de la Stroiești și la ea au 40-45 de invitați, rude ale mirelui și ale miresei și câțiva prieteni.